# Rhopalopsole femina
Rhopalopsole femina är en bäcksländeart som beskrevs av Kawai 1969. Rhopalopsole femina ingår i släktet Rhopalopsole och familjen smalbäcksländor. Inga underarter finns listade i Catalogue of Life.